# Илейцино
Илейцино — упразднённая деревня в Даниловском районе Ярославской области России. На момент упразднения входила в состав Федуринского сельсовета.

## География
Урочище находится в северо-восточной части области, в подзоне южной тайги, к западу от автодороги 78Н-0224, на расстоянии примерно 20 километров (по прямой) к юго-востоку от города Данилова, административного центра района. Абсолютная высота — 119 метров над уровнем моря.

### Климат
Климат характеризуется как умеренно континентальный, с умеренно холодной зимой и относительно тёплым влажным летом. Среднегодовая температура воздуха — +3,5 °C. Средняя температура воздуха самого холодного месяца (января) — −11,1 °C (абсолютный минимум — −46 °C); самого тёплого месяца (июля) — +18,2 °C (абсолютный максимум — +38 °C). Безморозный период длится около 214 дней. Годовое количество атмосферных осадков составляет около 646 миллиметров, из которых большая часть (около 70 %) выпадает в тёплый период. Устойчивый снежный покров держится около 151 дня. Среднегодовая скорость ветра — 4,7 м/с.

## История
Упразднена в 1995 году.